# Lattacciolo
Il Lattacciolo (o "latteruolo", o "latteruola") è un tipico dolce dell'Abruzzo. È un dolce al cucchiaio molto simile al Creme Caramel a forma di un budino ed è fatto con latte, uova e zucchero. Fa parte dei Prodotti agroalimentari tradizionali abruzzesi.